# Las Mesas, Cocula
Las Mesas är en ort i Mexiko.   Den ligger i kommunen Cocula och delstaten Guerrero, i den södra delen av landet, 160 km söder om huvudstaden Mexico City. Las Mesas ligger 852 meter över havet och antalet invånare är 139.
Terrängen runt Las Mesas är huvudsakligen kuperad, men den allra närmaste omgivningen är bergig. Runt Las Mesas är det ganska tätbefolkat, med 86 invånare per kvadratkilometer. Närmaste större samhälle är Apaxtla de Castrejón, 16,5 km väster om Las Mesas. I omgivningarna runt Las Mesas växer huvudsakligen savannskog.